# Ugo Pizzarello
Ugo Pizzarello (Macerata, 14 luglio 1877 – Firenze, 29 settembre 1959) è stato un generale italiano, insignito della medaglia d'oro al valor militare a vivente nel corso della prima guerra mondiale.

## Biografia
Nacque a Macerata il 14 luglio 1877 figlio di Antonio e di Nicolina Gambini.
Conseguita la licenza in fisico-matematica presso l'Istituto tecnico della sua città natale, nel 1895 fu ammesso nello stesso anno alla Regia Accademia Militare di fanteria e Cavalleria di Modena, uscendone nel gennaio 1898 grado di sottotenente in forza al battaglione alpini "Feltre" del 7º Reggimento alpini. Fu promosso tenente nel 1901. Appassionato della montagna, fu istruttore di guide alpine e studiò meticolosamente il confine orientale dirigendo i lavori per la costruzione di rifugi militari per i quali fu insignito della Croce di Cavaliere dell'Ordine della Corona d'Italia. Nel 1908 prese parte alle operazioni di soccorso alle popolazioni colpite dal terremoto di Messina, venendo insignito della Medaglia d'argento di benemerenza. Nel 1909 pubblicò una monografia sul Cadore.
Promosso capitano nel giugno 1912, fu trasferito come aiutante maggiore all'8º Reggimento alpini e nel 1914 fu incaricato dall'Ufficio del Sottocapo di stato maggiore, generale Carlo Porro, della compilazione di monografie militari. A tale fine mantenne stretti collegamenti con gli irredentisti di Capodistria.
Alla vigilia dell'entrata in guerra del Regno d'Italia, chiese, ed ottenne, di ritornare alla specialità alpini, assegnato al comando della 6ª Compagnia del battaglione alpini "Tolmezzo". Dopo la dichiarazione di guerra all'Impero austro-ungarico, il 24 maggio 1915, combatté in Alta Carnia, e alla testata del But venendo decorato con una medaglia d'argento al valor militare e la promozione a maggiore per merito di guerra, nelle azioni contro il Pal Grande, alla fine di maggio, e contro il Freikofel il 22 giugno.
Assunto il comando del battaglione e promosso tenente colonnello nel febbraio 1916, si distinse nella zona di Passo di Monte Croce Carnico respingendo ripetuti attacchi portati dal nemico (26-27 marzo) e, sebbene ferito tre volte, non volle abbandonare il settore affidatogli. Per i combattimenti a Passo del Cavallo e Sellette Freikofel, fu nominato Cavaliere dell'Ordine militare di Savoia. Assunto il comando del 10° Reggimento fanteria della brigata "Regina", combatté sul Faiti, e nel marzo 1917, fu decorato della seconda medaglia d'argento al valor militare. Promosso colonnello, insieme al suo reggimento fu inviato nel Trentino e il 25 giugno, prese parte alla battaglia dell'Ortigara. Quel giorno il nemico scatenò un attacco per la riconquista di quota 2101 e quota 2105, e alla sera egli rimase gravemente ferito alla testa, ma non abbandonò il suo posto neanche durante un breve periodo di cecità dovuto al forte trauma. Successivamente fu di nuovo colpito alla testa da una palletta di shrapnel e venne trasportato gravissimo alla settima Ambulanza chirurgica dove venne sottoposto a due trapanazioni del cranio per estrarre le schegge di shrapnel, dell'elmetto e dell'osso della volta cranica penetrate in profondità. Ricoverato all’ospedale ricevette dalle mani del re Vittorio Emanuele III la medaglia d'oro al valor militare conferitagli con "motu proprio sovrano" del 21 luglio 1917. Al momento delle ritirata di Caporetto egli si trovava ricoverato all'ospedale di Padova in convalescenza e chiese subito di ritornare al fronte, ma gli fu affidata una missione in Gran Bretagna e negli Stati Uniti d'America al fine di ottenere aiuti.
Riprese servizio attivo nell'agosto 1918, e in Francia fu membro della Commissione per la conferenza della Pace. Rientrò in Italia nel giugno 1919 assegnato all'Ufficio assistenza e propaganda del Corpo d'armata di Firenze.
Nel 1922 comandò il 69° Reggimento fanteria della Brigata "Ancona" a Firenze e poi, nel 1924, il 157° Reggimento fanteria della Brigata "Liguria" e il presidio militare di Zara.
Nel 1926, con la promozione a maggior generale, assunse il comando della brigata "Alpi" a Perugia. Nel dicembre 1930, promosso generale di divisione, comandò la Divisione militare di Bari e successivamente la zona militare di Roma. Promosso generale di corpo d'armata, fu messo a disposizione del Ministero della guerra per incarichi speciali. Nell'ottobre 1941 fu collocato nella riserva.
Ritiratosi a vita privata si spense a Firenze il 29 settembre 1959.

### Annotazioni
1. ↑  Il padre era nato a Capodistria, combatté a Mentana con Giuseppe Garibaldi e per questo fu processato dal Governo austro-ungarico e condannato all'esilio con la confisca dei beni. Stabilitosi a Macerata assunse la cittadinanza italiana e vi lavorò come insegnante.

### Fonti
1. ↑  Carolei, Greganti, Modica 1968, p. 17.
2. 1 2 3  Combattenti Liberazione.
3. 1 2 3 4 5  Bianchi 2012, p. 189.
4. 1 2 3 4 5 6  Poli 1977, p. 10.
5. 1 2 3 4 5 6 7 8 9 10  Bianchi 2012, p. 190.
6. 1 2 3 4 5 6 7 8  Poli 1977, p. 11.
7. 1 2 3 4 5 6 7 8  Poli 1977, p. 12.
8. ↑  Quirinale - scheda - visto 4 aprile 2025
9. ↑  Quirinale - scheda - visto 4 aprile 2025
10. ↑  Registrato alla Corte dei conti il 16 ottobre 1939, Registro  n.38 guerra, foglio 65.